# Antonio Palomino (músico)
Antonio Palomino (Fallecido en 1801) Fue un músico que estuvo activo en Madrid a finales del siglo XVIII.
En la Biblioteca Histórica Municipal de Madrid se conserva la música de las zarzuelas Cada cual a su negocio y A quien más bien se la pega y La mesonerita y de dos tonadillas escénicas. La mesonerita, que cuenta con libreto de Ramón de la Cruz, fue estrenada en el madrileño Teatro del Príncipe en 1769. Algo más de tres décadas antes, en 1735, cuando la compañía de Cerqueira estrenó en el mismo coliseo El eterno temporal y criador criatura, Palomino recibió un pago por la escritura de su música. Baltasar Saldoni señala en su Diccionario de Efemérides a un Francisco Palomino, director de música en el Teatro de la Real Isla de León en 1790; la coincidencia de datos y la similitud de géneros cultivados hace sospechar que se trate de una misma persona, a pesar de la diferencia de nombre.